# كريس هيمسوورث
كريستوفر هيمسوورث (بالإنجليزية: Chris Hemsworth)، هو ممثل أسترالي من مواليد (11 أغسطس 1983). حقق النجومية وبرز في دور كيم هايد في المسلسل التلفزيوني الأسترالي «هوم آند أويي» قبل أن يبدأ حياته المهنية في السينما في هوليوود من خلال مشاركته في أجزاء من فيلم الخيال العلمي والإثارة «ستار تريك» (2009).
واصل هيمسوورث دور البطولة في فيلم «سنو وايت آند هانتسمان» (2012)، وفيلم الحرب «ريد داون» (2012)، وأفلام الإثارة: «بلاك هات» (2015)، ومسلسل السيرة الذاتية «إن ذا هارت أوف ذا سي» (2015)، والكوميديا: «غوستباسترز» (2016)، وسلسلة أفلام «مين إن بلاك إنترناشيونال» (2019).
تشمل أدواره المشهورة للغاية فيلم الرعب الكوميدي: «ذا كابين إن ذا وودز» (2012)، وفيلم السيرة الرياضية «راش» (2013)، الذي مثّل فيه دور جيمس هانت.
أعظم نجاحات هيمسوورث التجارية كانت مع شركة مارفل، بدايةً من لعب دور «ثور» (2011)، ولاحقًا «إفينجرز إيند غيم» (2019)، ما جعله أحد الممثلين الرائدين والأعلى أجرًا في العالم.

## نشأته
وُلد هيمسورث في ملبورن، لوالديه ليوني (المعروفة باسم فان أوس)، وهي مدرسة للغة الإنجليزية، وكريج هيمسورث، مستشار للخدمات الاجتماعية. هو الأخ المتوسط بين ثلاثة أبناء. إخوانه لوك (الأخ لأكبر) وَليام (الأصغر) هما أيضًا ممثلان. جده من طرف الأم هو مهاجر هولندي، وجدّته من أصل أيرلندي، وهو يمتلك أيضًا أصولًا إنجليزية، واسكتلندية وألمانية. نشأ في ملبورن وفي المناطق الريفية النائية في أستراليا، الإقليم الشمالي. وقد صرح قائلاً: «كانت ذكرياتي الأولى في مزارع الماشية في المناطق النائية، ثم عدنا إلى ملبورن، ثم خرجنا عائدين من ملبورن إلى هناك، ثم عدنا مرة أخرى إلى ملبورن. بالتأكيد كانت معظم طفولتي في ملبورن، ولكن كانت ذكرياتي الأكثر حيوية هناك [في بولمان] مع التماسيح والجاموس. كانت مناحي الحياة مختلفة للغاية».

## الحياة المهنية

### بداية أعماله ومسلسل هوم آند أويي (2002-2010)
بدأ هيمسورث مسيرته عبر الظهور في العديد من المسلسلات التلفزيونية. في عام 2002، لعب دور البطولة في حلقتين من المسلسل التلفزيوني الخيالي «جينيفر جونز» بدور الملك «آرثر»، إضافة إلى ظهوره في مسلسل «نيبر: سوب أوبرا»، وحلقة واحدة من «مارشل لو».
في العام التالي، ظهر في حلقة من «ذا سادل كلاب» في عام 2004، اختبر أداء هيمسورث لدور روبي هنتر في «هوم آند أويي»، ولم يحصل على الدور، لكن استدعاه كيم هايد فيما بعد. انتقل إلى سيدني للانضمام إلى فريق العمل، إذ ظهر في 171 حلقة من السلسلة. غادر فريق الممثلين للمسلسل في 3 يوليو 2007. وكشف هيمسورث في وقت لاحق أنه على الرغم من أنه أصبح أكثر ظهورًا وشهرة بعد «هوم آند أويي»، فإن عمله في «أوبرا» لم يُكسبه احترامًا من مجال صناعة الأفلام.
كان هيمسورث من المتسابقين في الموسم الخامس من الرقص مع النجوم الأسترالي، بالاشتراك مع الراقصة المحترفة «آبي روس» عُرض الموسم للمرة الأولى في 26 سبتمبر 2006، وبعد ستة أسابيع، استُبعد هيمسورث في 7 نوفمبر.
كاد أن يكلفه ظهور هيمسورث في السلسلة دور ثور، إذ خشي منتجو فيلم مارفل ألّا تحبه الجماهير.
في عام 2009، مثّل هيمسورث دور جورج كيرك، والد جيمس تي كيرك، في المشاهد الافتتاحية لفيلم جيه جي أبرام «ستار تريك». قُدم الدور في البداية لمات دامون، الذي رفضه، وأعرب أبرامز عن تقديره لهيمسورث لتولي هذا الدور. أُعجب جوش تايلر بِهيمسورث، ووصف مشهد الممثَّل بأنه: «أفضل خمس دقائق قضيتها في مسرح سينمائي هذا العام». حقق الفيلم نجاحًا في شباك التذاكر، إذ حقق إيرادات بلغت 385.7 ملايين دولار. في نفس العام، لعب هيمسورث شخصية «كيل» في فيلم «ذا بيرفيكت غيتويي». لقد كان نجاحًا متواضعًا، إذ حقق 22 مليون دولار مقابل ميزانية قدرها 14 مليون دولار، وتلقى تعقيبات مختلطة، على الرغم من أن هيمسورث مُدح لأدائه «المخيف بشكل مناسب» لـ«الرحال المغامر». مدح بول يونج من سكرين رانت أداء هيمسورث ووصفه بأنه «متين».
تابع هيمسورث بلعب دور سام في فيلم «كاش» لعام 2010 إلى جانب الممثل الإنجليزي سين بين، الذي كان أول فيلم صوره عندما وصل إلى الولايات المتحدة. قال مخرج الفيلم، ستيفن ملبورن أندرسون، كان هيمسورث في الولايات المتحدة لمدة ستة أسابيع فقط عندما كان قد اختبر أداءه لدوره، متذكرًا: «ها هو! شاب صغير، لديه الشكل الصحيح، وهو ممثل جيد للغاية، ودعنا نواجه الأمر، إنه جميل، لذا أقول، نحن بحاجة إلى إشراك هذا الرجل. لقد أُعجبت به جدًا». في نوفمبر 2010، صنّفته «ذا هوليوود ريبورتر» واحد من الممثلين الشباب الذين «يدَفعون أو يُدفَعون» إلى «قائمة أفضل ممثلين هوليود».

## أفلامه

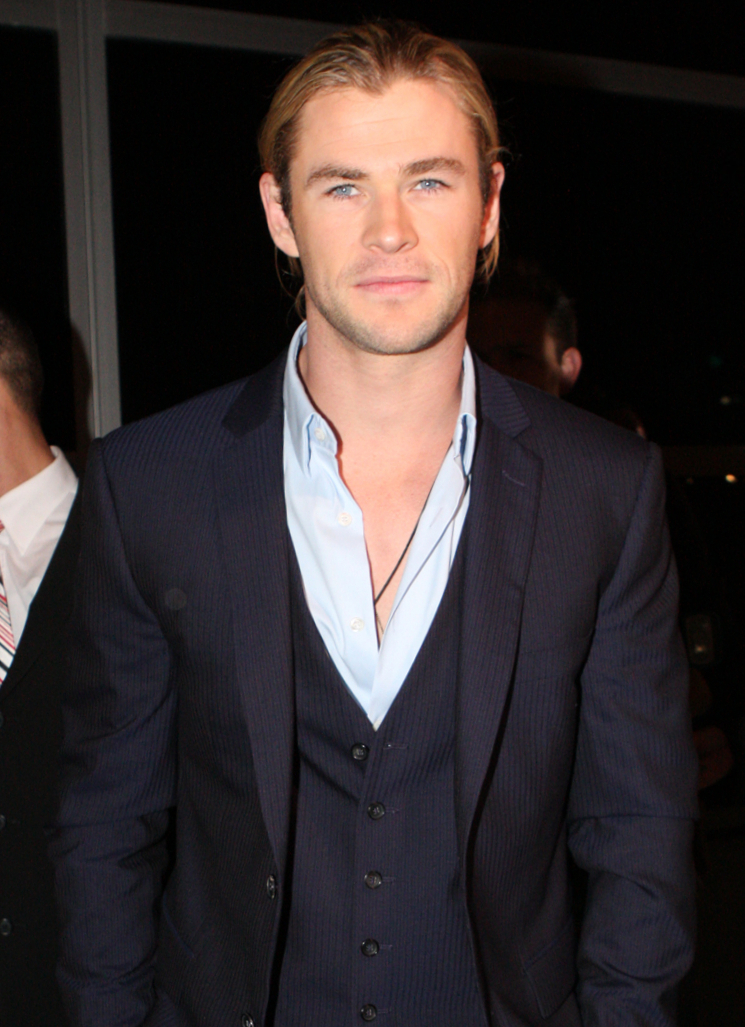
كريس هيمسورث عام 2012.

| السنة | عنوان الفيلم                    | دور              | ملاحظات   |
| ----- | ------------------------------- | ---------------- | --------- |
| 2009  | ستار تريك                       | جورج صامويل كيرك |           |
| 2009  | المهرب المثالي                  | كال              |           |
| 2010  | كاش                             | سام              |           |
| 2010  | اولي كلوبليرشتورف ضد النازيين   | تشاد             | فيلم قصير |
| 2011  | ثور                             | ثور اودينسون     |           |
| 2012  | كوخ الغابة                      | كورت             |           |
| 2012  | المنتقمون                       | ثور اودينسون     |           |
| 2012  | بياض الثلج والصياد              | الصياد           |           |
| 2012  | ريد دان                         | جد إيكرت         |           |
| 2013  | اندفاع                          | جيمس هانت        |           |
| 2013  | ثور: العالم المظلم              | ثور اودينسون     |           |
| 2015  | بلاك هات                        | نيكولاس هاثاواي  |           |
| 2015  | في قلب البحر                    | أوين تشيس        |           |
| 2015  | المنتقمون: عصر ألترون           | ثور اودينسون     |           |
| 2015  | إجازة                           | ستون كراندال     |           |
| 2016  | الصياد : حرب الثلج              | الصياد           |           |
| 2017  | ثور: راجناروك                   | ثور اودينسون     |           |
| 2018  | جنود الحصان                     | ميتش نيلسون      |           |
| 2018  | المنتقمون : الحرب اللانهائية    | ثور اودينسون     |           |
| 2018  | اوقات سيئة في ال رويال          | بيلي ليي         |           |
| 2019  | المنتقمون : نهاية اللعبة        | ثور اودينسون     |           |
| 2019  | رجال في الملابس السوداء: دوليين | العميل ايتش      |           |
| 2020  | إكستراكشن                       | تايلر ريك        |           |
| 2021  | الهروب من سبايدرهيد             |                  |           |
| 2022  | ثور : الحب والرعد               | ثور اودينسون     |           |

## وصلات خارجية
- كريس هيمسوورث على موقع IMDb (الإنجليزية)
- كريس هيمسوورث على موقع ميتاكريتيك (الإنجليزية)
- كريس هيمسوورث على موقع روتن توميتوز (الإنجليزية)
- كريس هيمسوورث على موقع مونزينجر (الألمانية)
- كريس هيمسوورث على موقع قاعدة بيانات الأفلام العربية
- كريس هيمسوورث على موقع ألو سيني (الفرنسية)
- كريس هيمسوورث على موقع ميوزك برينز (الإنجليزية)
- كريس هيمسوورث على موقع تيرنر كلاسيك موفيز (الإنجليزية)
- كريس هيمسوورث على موقع أول موفي (الإنجليزية)
- كريس هيمسوورث على موقع بوكس أوفيس موجو (الإنجليزية)